# 青山胤通

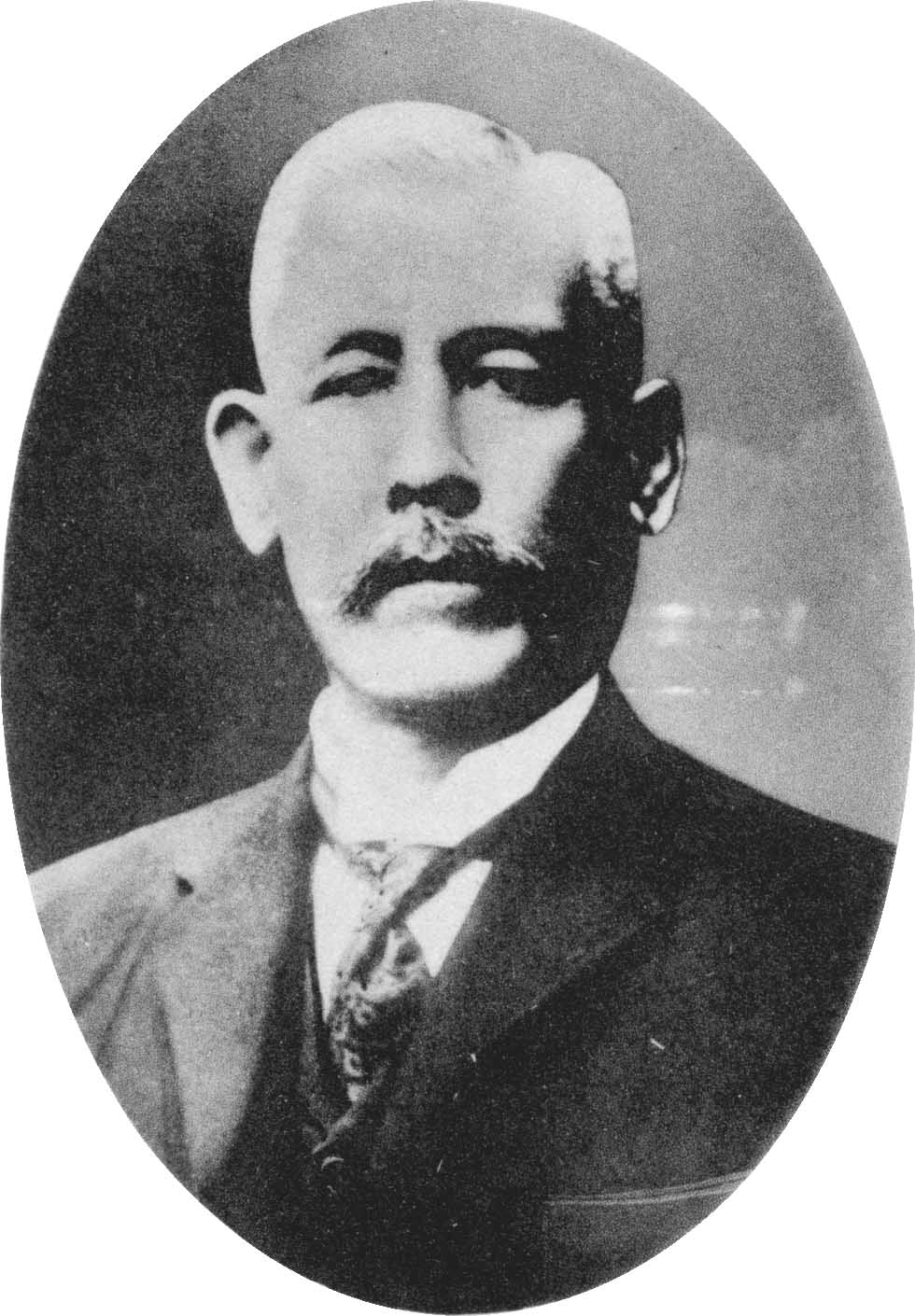
青山胤通

青山 胤通（あおやま たねみち、安政6年5月15日（1859年6月15日） - 大正6年（1917年）12月23日）は、日本の医学者。専門は内科学。医学博士。1906年、帝国学士院会員・勲三等瑞宝章、1916年、勲一等瑞宝章、1917年12月14日、男爵叙爵。

## 経歴
江戸の麻布広尾の苗木藩下屋敷で藩士・青山景通の三男として生まれ、美濃国恵那郡苗木（現在の岐阜県中津川市苗木）にて育つ。幼名は捨松、助松。
1869年、平田信胤（平田鐵胤の子）の養子となり胤道と改名するが、1871年に養父の信胤が亡くなったため青山家へ戻る。
1882年（明治15年） 東京大学医学部卒業後、東京大学医学部病理学教室助手に就任。1883年（明治16年）にドイツに留学し、ベルリン大学でルドルフ・ルートヴィヒ・カール・フィルヒョウに師事する。1887年（明治20年）に帰国後、東京帝国大学医科大学内科学第一講座（青山内科として君臨）教授。1891年（明治24年）に医学博士。その後、東京帝国大学医科大学長、伝染病研究所（現：東京大学医科学研究所）所長等を歴任。明治天皇の侍医、宮内庁御用掛を務める。1894年（明治27年）、イギリス領香港にて発生していた伝染病の調査のために北里柴三郎らと共に現地へ派遣され、ペストであることを突き止めた。のち治療および調査研究に従事したが、青山自身もペストに罹り、生命の危機に陥っている。出立前に妻に、生きて帰れないかもしれない旨を伝えてあった。また、青山が感染したことを知った樋口一葉は「知らぬ人にもあらぬ仲なれば、殊に哀なり」と述べている。
1908年（明治41年）4月2日、長与又郎、北里柴三郎、志賀潔らとともに癌研究会を設立、会頭を務める。
1917年（大正6年）12月23日、食道癌のため死去。同日に政府により特旨で一級を昇進され正三位に叙せられる。翌12月24日に東京帝国大学医科大学病理学教室にて解剖に附された。葬儀は青山斎場にて神道により行われ、台東区谷中の谷中霊園に葬られた。東京大学薬学部東側に新海竹太郎作の銅像がある。
森鷗外とも親交があり、鷗外の親友である原田直次郎の治療や、1896年（明治29年）には鷗外がその文才を高く評価した樋口一葉の診察も行っている。樋口の病気は当時は治療法が無かった肺結核であり、8月に青山は末期であるとの診断を下している。11月末に樋口は死去。
また、鷗外の日記に、「1916（大正5年）2月27日（日）陰。青山胤通来訪す。母上の病のためなり。」とあり、鷗外の母・峰は、青山の往診一ヶ月後3月28日に絶息した。
脚気は感染症であるという説を生涯主張し、当時の日本医学界では主流の説となっていた。しかし、後に脚気はビタミンB1欠乏が原因と判明し、青山の説は否定された。
東京大学医科学研究所の前身である伝染病研究所を東京帝国大学医学部に統合させることを推進し、伝染病研究所の創設者である北里柴三郎と激しく対立した。

## 逸話
森於菟の『父親としての森鷗外』に、父（森鷗外）は「親友青山博士の自負心を大いに買っていた。博士の帝大教授在職二十五年の祝賀会（小石川の植物園）に、友人総代としての祝辞を軍医総監の制服で父が述べたのを私も医学大学生として聞いたが「青山という男は stolz である。これは傲慢というわけではない。 auf etwas stolz sein で自負という意味である。」といったのを学生が喜んで喝采し当の青山博士も破顔した。余談であるが青山博士のお孫さんがお祖父様を馬にしてのりまわすというのを聞いて父は「あいつを馬にするとはえらい奴だ。」と大笑した。」とあり、また「葉巻を常にふかしている人は私の知る範囲では青山博士と父とである。」と博士の人柄を彷彿させる文がある。

## 親族
- 妻：孝子（こうこ、小林好愛長女）[6]
- 養子：徹蔵（男爵、東京帝国大学医学部第一外科学教室教授、熊谷陸蔵 二男、熊谷岱蔵 弟）[6]
- 長女：芳子（よしこ、徹蔵夫人）[6]
- 次女：通子（みちこ）

## 栄典
位階
- 1890年（明治23年）10月8日 - 正七位[7]
- 1913年（大正2年）8月11日 – 従三位[8]
- 1917年（大正6年）12月24日 - 正三位[9]

勲章等
- 1900年（明治33年）12月20日 - 勲三等瑞宝章[10]

## 業績
- 1895「千八百九十四年香港ニ流行セルペスト病ニ就イテ」中外医事新報 377,1428-1433,
- 1895「千八百九十四年香港ニ流行セルペスト病ニ就イテ」中外医事新報 375,1281-1288,
- 1894「香港ニ於ケルペスト調査ノ略報」大日本私立衛生会雑誌 138,941-959,

## 著作
主な著作は以下の通り。
- 新薬説約 / 江馬賤男[他]、江馬賤男、1889.12
- 新纂診断学. 上巻 / 笠原光興、高田耕安[他]、松崎留吉、1891.4
- 薬物学 / 高阪駒三郎[他]、田中増蔵、1892.5
- 新薬説約 / 江馬賤男[他]、2版、江馬賤男、1892.10
- 治療全書. 巻1、2 / クンツヱ[他]、至誠堂、1893
- ペストニ就テ / 胃腸病研究会、1899.12
- 青山博士臨牀講義. 第1、2輯 / 〔青山胤通[他]、実験医報社、1918-1922
- 日本内科全書 / 吐鳳堂、1913-1925

## 登場する作品
- 栄光なき天才たち（第4巻）- 北里柴三郎に対し、屈指の悪役として描かれている。
- 痛快TVスカッとジャパン ホントにあった歴史のスカッとする話SP - 北里の研究を妨害するイヤミな教授として登場する。演者は木下ほうか。